# Гурианта
Гурианта (груз. გურიანთა) — село в Грузии, на территории Озургетского муниципалитета края (мхаре) Гурия.

## География
Село находится в западной части Грузии, вблизи места слияния рек Бжужи и Натанеби, на расстоянии приблизительно 1 километра (по прямой) к северо-западу от города Озургети, административного центра муниципалитета. Абсолютная высота — 64 метра над уровнем моря.

## Население
По результатам официальной переписи населения 2014 года, в Гурианте проживало 1215 человек (587 мужчин и 628 женщин). В национальной структуре населения грузины составляли 98,9 %, езиды — 0,5 %, армяне — 0,2 %, украинцы — 0,1 %.
| Год  | Население, человек |
| ---- | ------------------ |
| 2002 | 1586               |
| 2014 | ↘ 1215             |